# Banjul
Banjul és la capital de Gàmbia, amb una població de 34.598 habitants (2005). Està situada a l'illa de Saint Mary, tocant a l'oceà Atlàntic, a l'estuari del riu Gàmbia. És també la capital de la regió homònima, que comprèn només el municipi estricte de Banjul, de 12 km² de superfície.

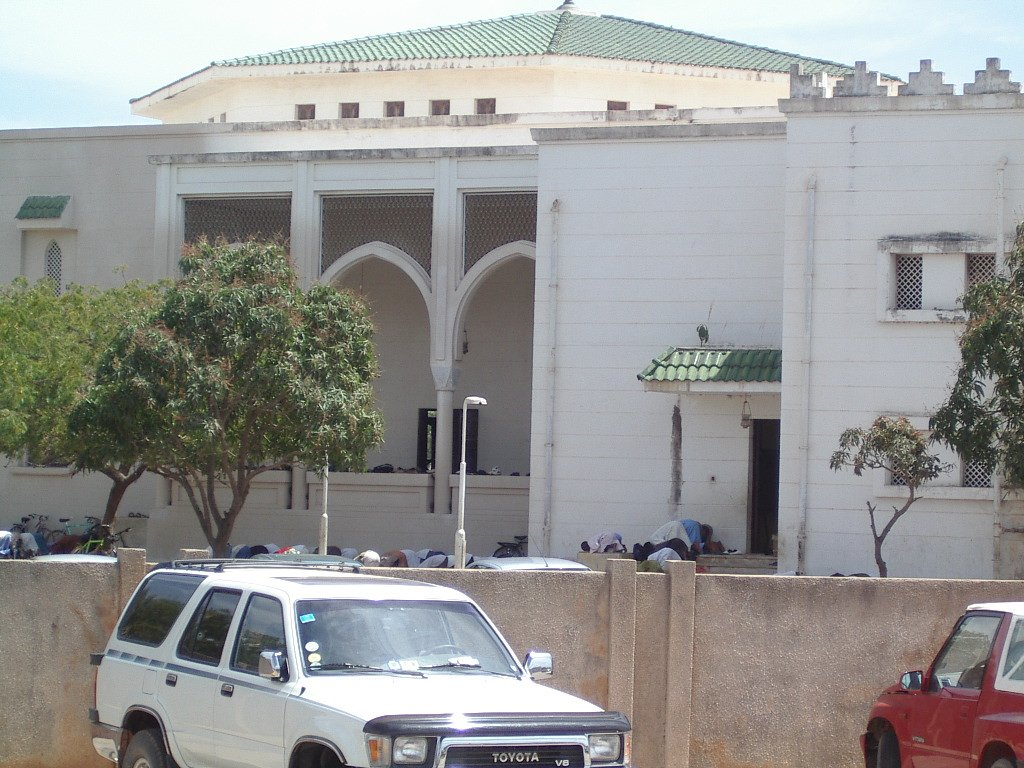
La mesquita de Banjul

## Història
El 1816, els britànics van fundar Banjul com a centre comercial i base per a la supressió del tràfic d'esclaus. Al començament el seu nom va ser Bathurst, en honor de Henry Bathurst, el secretari de l'Oficina Colonial Britànica (British Colonial Office), però va canviar a Banjul el 1973.

## Economia
Banjul és l'àrea urbana principal de Gàmbia, i el seu centre administratiu i econòmic. La principal indústria del país està basada en el cacauet, però des del port de Banjul també s'exporten cera d'abelles, fusta i oli de palma, pells i cuir.

## Llocs destacats
El mercat (Albert Market), la mesquita, l'oficina de Correus, la Casa del Govern i el Museu Nacional.
A l'entrada de la ciutat hi ha l'Arch 22, un monument commemoratiu de la Segona República, establerta el 22 de juliol de 1994 arran d'un cop d'estat. L'arc, situat al mig d'una gran plaça, fa 35 metres d'alt i alberga un museu tèxtil.

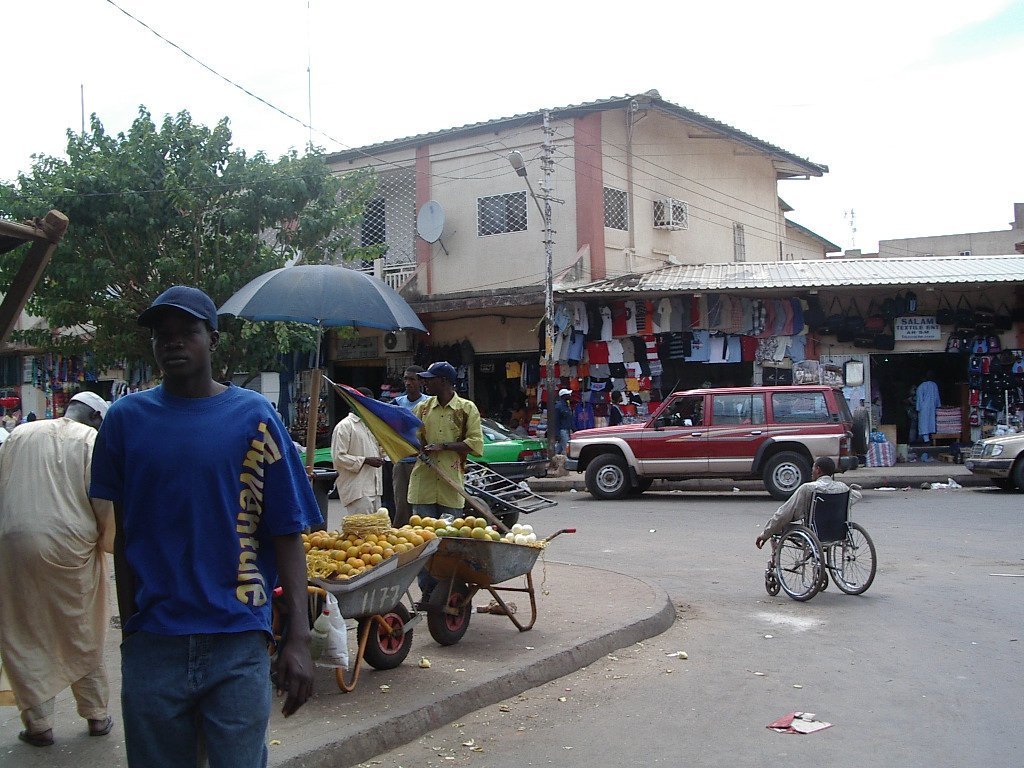
Escena de l'Albert Market, mercat principal de Banjul

## Ferri de Banjul
Banjul resta aïllada i es comunica amb l'altre costat del país (el nord) mitjançant un ferri. La comunicació amb el sud, cap a Serekunda, es fa per carretera.